# Phygadeuon bidentatus
Phygadeuon bidentatus är en stekelart som först beskrevs av Tohru Uchida 1930.  Phygadeuon bidentatus ingår i släktet Phygadeuon och familjen brokparasitsteklar. Inga underarter finns listade i Catalogue of Life.